# エムズメッセ

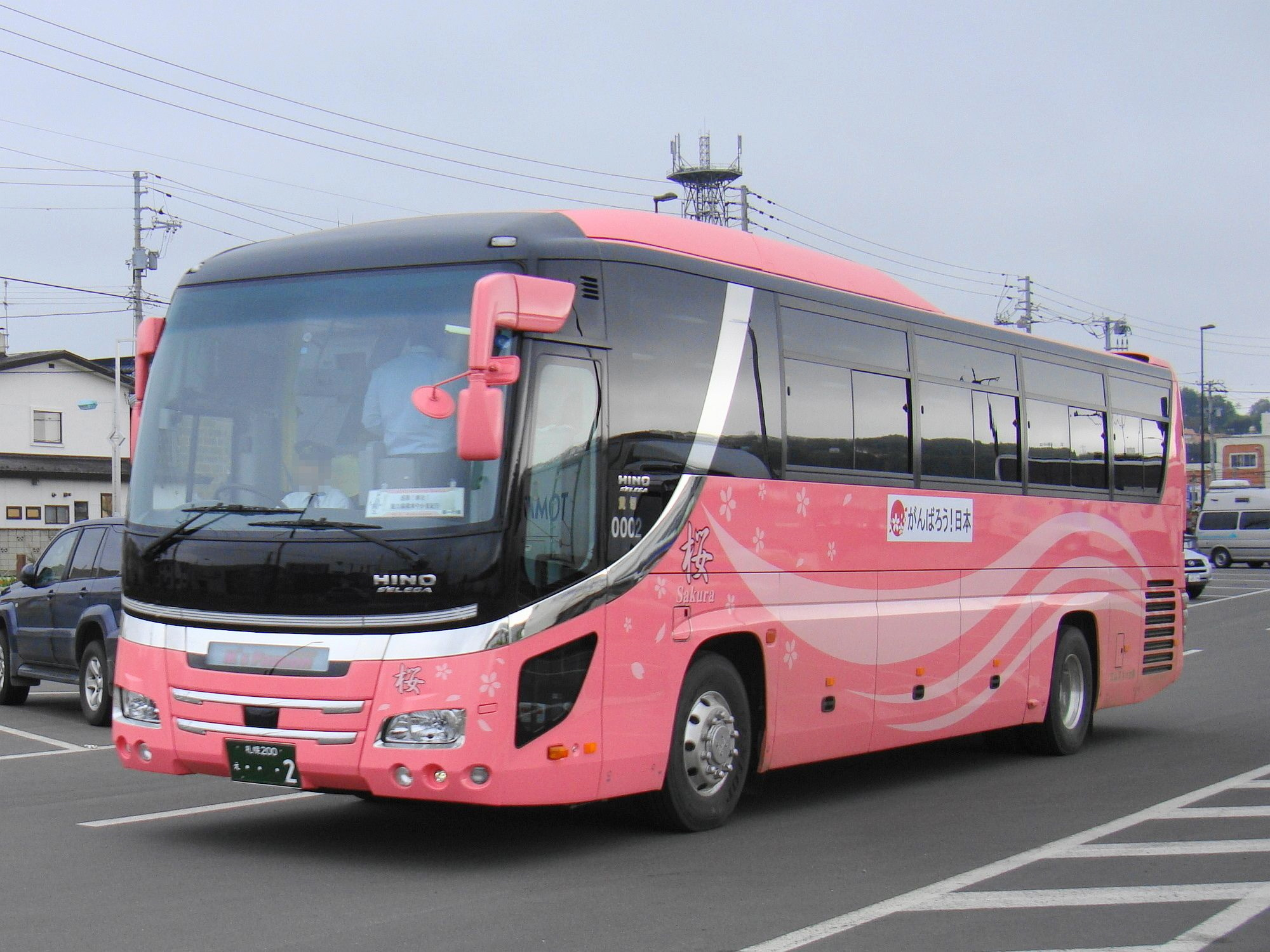
エムズメッセ ニューセレガ 桜柄特別カラー

エムズメッセ株式会社（M's MESSE）は、北海道札幌市清田区平岡に本社を置く、観光バス・自動車輸送・自動車販売業者である。
1997年、札幌市内の中古車を輸送する目的で設立された。
東京に本社を置く東西海運株式会社と業務提携を結び、全国ネットで各市町村へ車輛輸送を行なっている。
現在では、観光バス部門を設立し北海道内にて観光バス事業も行なっている.

## スポンサー
- 第2回 TAMS杯（2010年 ポニーリーグ）
- エムズメッセ美香保F.C.杯（2010年）
- KUMI-VICIC RACING PROJECT（2010年 WRC第10戦）

## 関連会社
- 東西海運株式会社
- キャリアメッセ株式会社
- CAR HAVLERS